# Министерство культуры и СМИ Хорватии
Министерство культуры Хорватии — министерство хорватского правительства, работа которого направлена на сохранение культурного и природного наследия и контроль за её развитием. Нынешним министром культуры является Ясен Месич, член Хорватского демократического союза.

## Министры
| Имя                  | Срок                        |
| -------------------- | --------------------------- |
| Влатко Павлетич      | 1990-1992                   |
| Весна Жирарди-Юркич  | 1992-1994                   |
| Златко Витез         | 1994-1995                   |
| Божо Бишкупич        | 1995-2000                   |
| Антун Вуйич          | 2000-2003                   |
| Божо Бишкупич        | 2003-2010                   |
| Ясен Месич           | 2010-                       |
| Златко Хасанбегович  | 22 января — 19 октября 2016 |
| Нина Обулен Коржинек | 19 октября 2016 — н. в.     |